# Rafael Guastavino Moreno

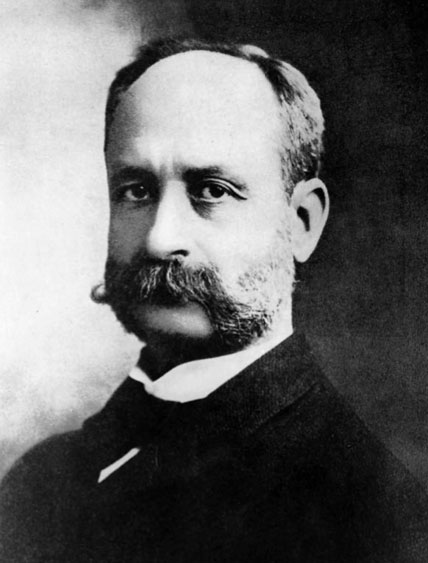

Rafael Guastavino Moreno (Valência, 1 de março de 1842 - Asheville, 1 de fevereiro de 1908) foi um mestre de obras  e construtor espanhol que difundiu as abóbadas de tijolos nos Estados Unidos.

## Vida
Guastavino nasceu e cresceu em Valência (Espanha) numa família de tradição musical e artística (um dos seus avós era construtor de pianos e um dos seus tataravós era construtor de igrejas), num ambiente arquitectonicamente muito rico, muito perto da catedral e da Lonja da Seda, e durante a adolescência começou a trabalhar como aprendiz em um escritório local de arquitetura.
Aos 17 anos casou-se com Pilar Expósito, filha adotiva de alguns parentes de Barcelona, porque a engravidou. Esses parentes lhe ofereceram moradia e trabalho se o casal se mudasse perto deles. Em Barcelona, Guastavino começou a combinar sua vida profissional e familiar com os estudos na Escola para mestres de obras e projetou a Fábrica Batlló, edifícios residenciais e industriais, e do Teatro de La Massa. 
Porém, iniciou um relacionamento com Paulina Roig, uma empregada da família, e a engravidou, o que lhe causou graves problemas familiares e financeiros, e em 1881 decidiu se mudar para Nova Iorque com Paulina, seu filho em comum, Rafael Guastavino Roig, e suas duas filhas. No entanto, Paulina e suas duas filhas voltaram para a Espanha naquele mesmo ano, onde, entretanto, foi expedido um mandado de busca e apreensão contra Guastavino por inadimplência em vários notas promissórias. 
Depois de tentar trabalhar como arquiteto e dos grandes incêndios de Chicago e Boston, a demanda por edifícios resistentes ao fogo cresceu e Guastavino decidiu fundar a empresa Guastavino Fireproof Construction Company, focada exclusivamente no desenho e elaboração de abóbadas e cúpulas de tijolos (destacando no nome da empresa as características a prova de fogo de suas obras).  Estas podem ser vistas em muitos edifícios icônicos de cidades americanas como Nova Iorque, Boston, Washington, D.C., Filadélfia, Pittsburgh ou Baltimore.
Ele também escreveu livros e artigos sobre a construção e comportamento das abóbadas de tijolos.
Até o final de sua vida ele se aposentou em sua propriedade em Black Mountain chamada Rhododendron, agora considerado distrito histórico,  e seu filho Rafael (ou Rafael Guastavino Junior, Barcelona 1872-Nova Iorque 1950), deu continuidade aos negócios da família. Após sua morte The New York Times deu a ele o apelido de "arquiteto de Nova Iorque" em seu obituário por ter construído os edifícios mais importantes da história da arquitetura dos Estados Unidos e foi enterrado em uma cripta na Basílica de São Lourenço em Asheville, que ele mesmo projetou. 

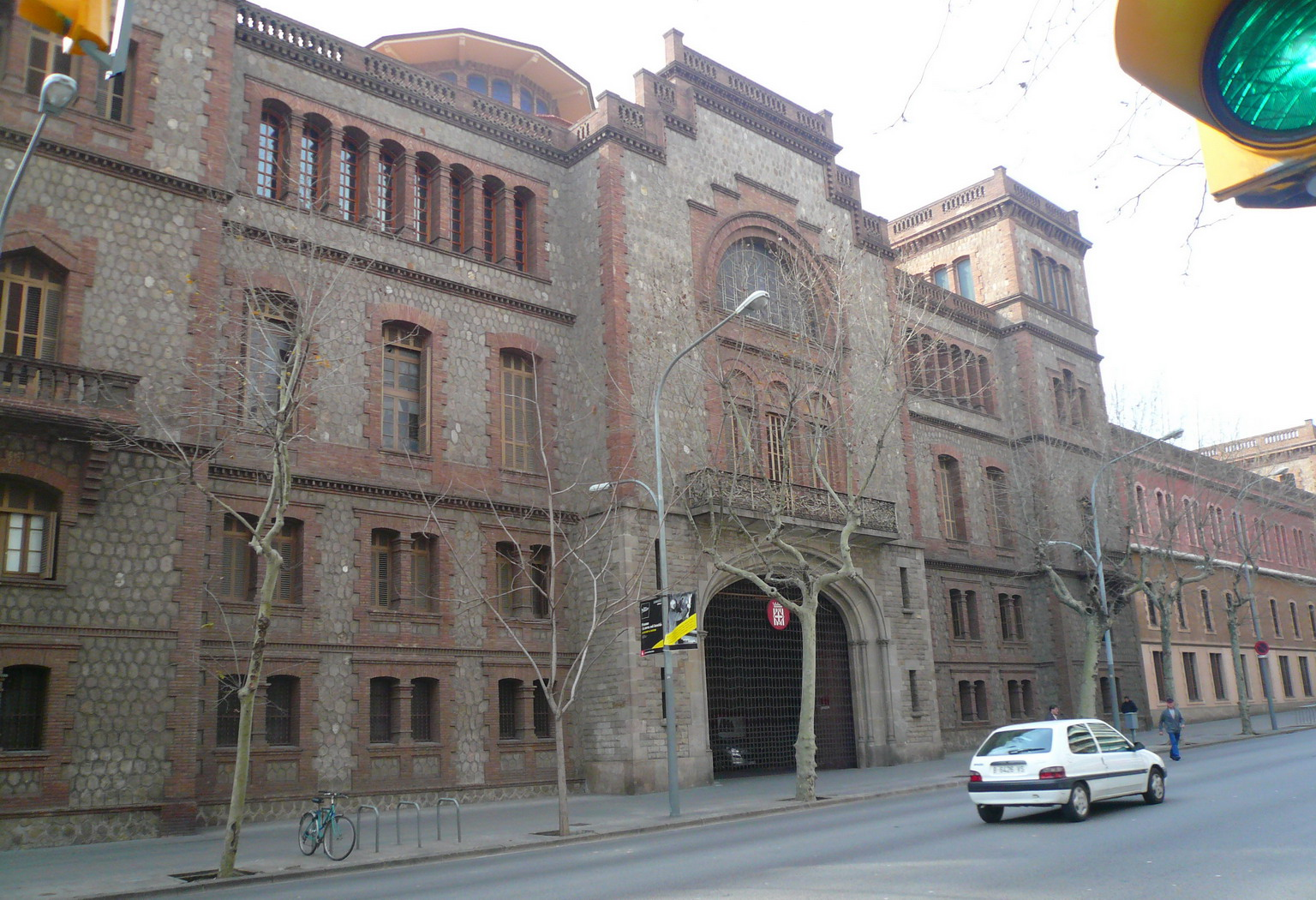
Escola industrial, antiga Fábrica Batlló, em Barcelona
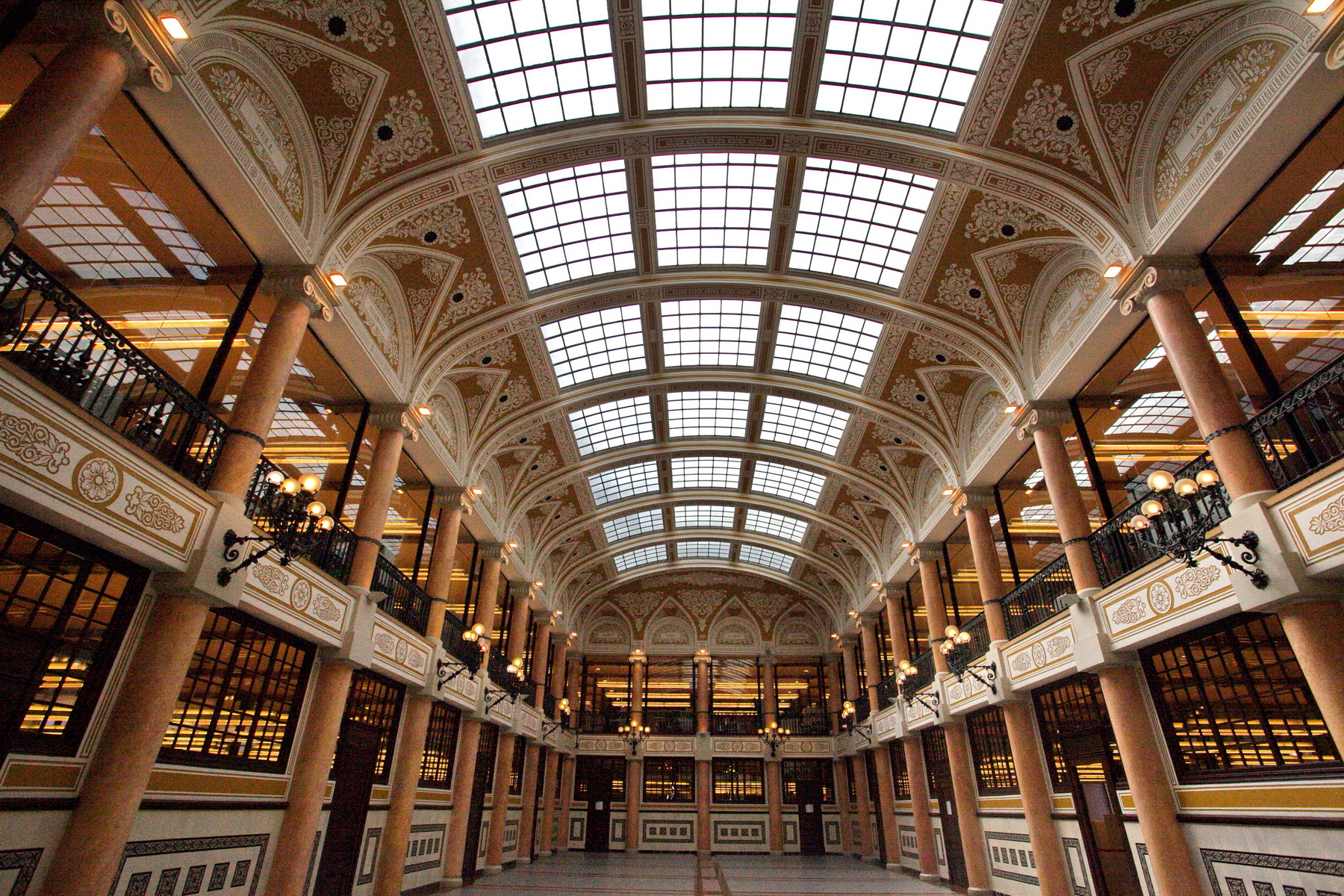
Interior da Escola industrial
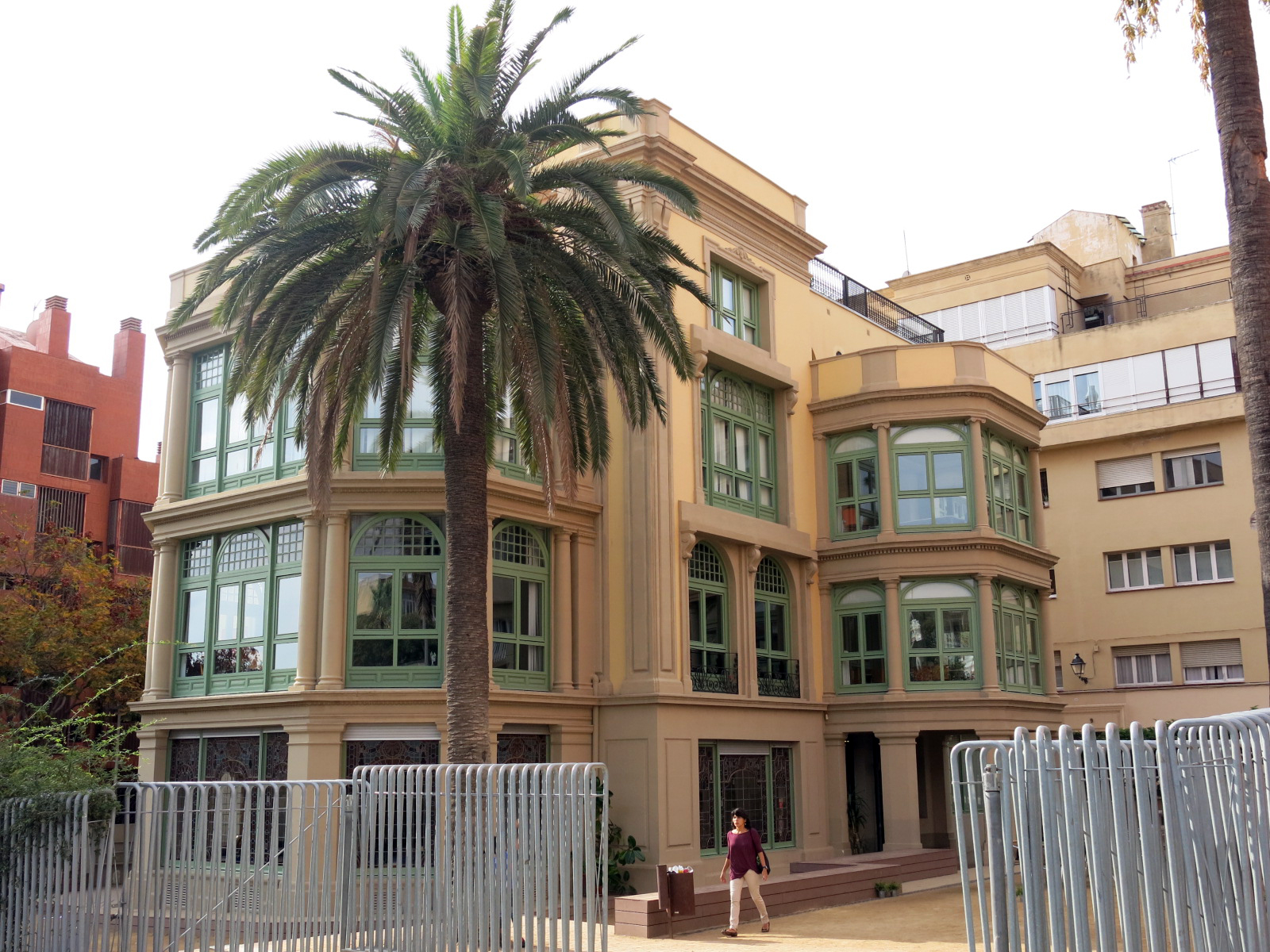
Casa Orlandai em Barcelona
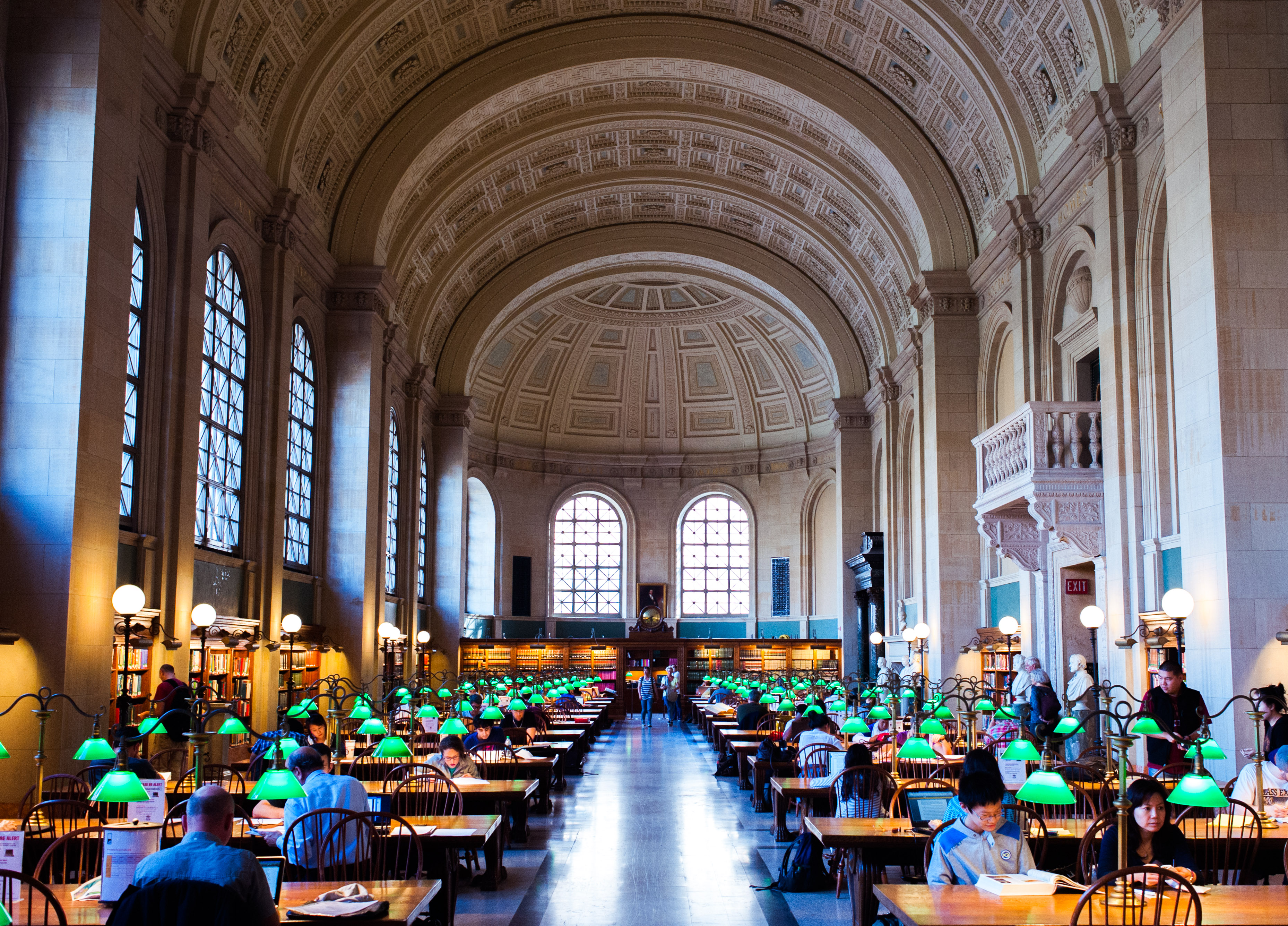
Bates Hall na Biblioteca pública de Boston
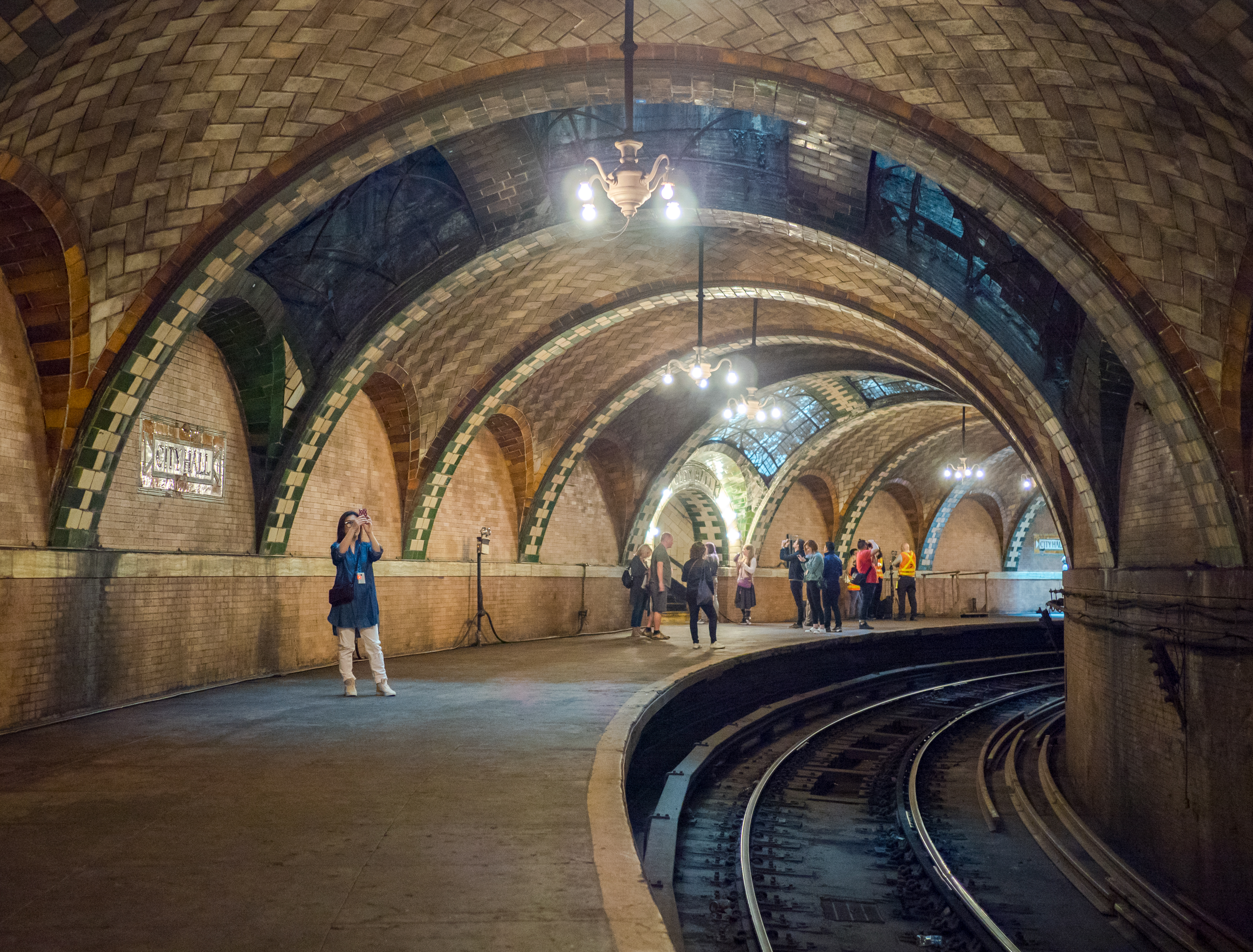
Estação City Hall em Nova Iorque
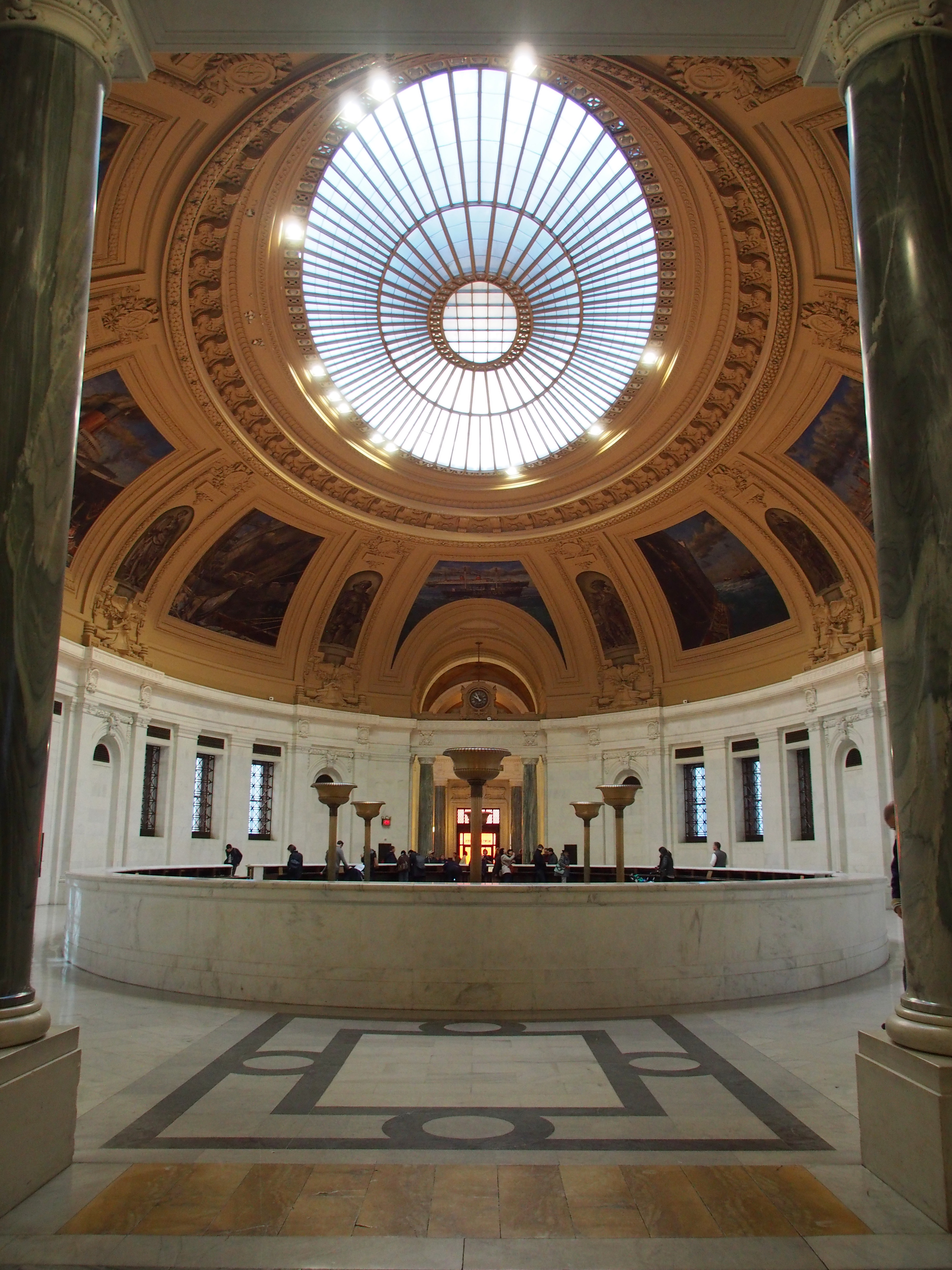
Cúpula da Custom House em Nova Iorque
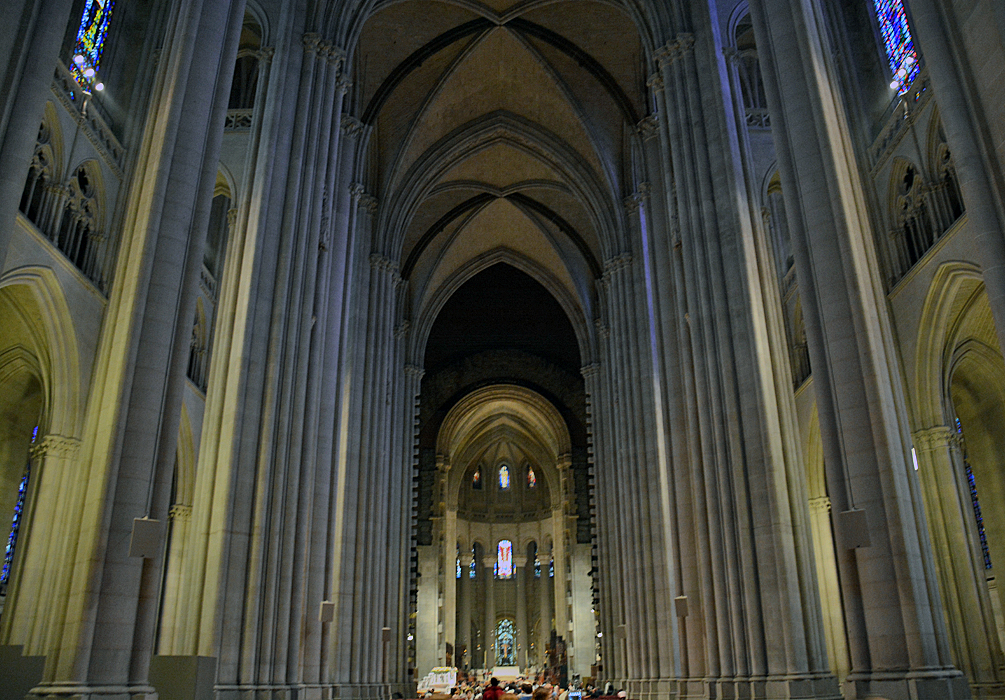
Abóbadas da Catedral de São João, o Divino em Nova Iorque
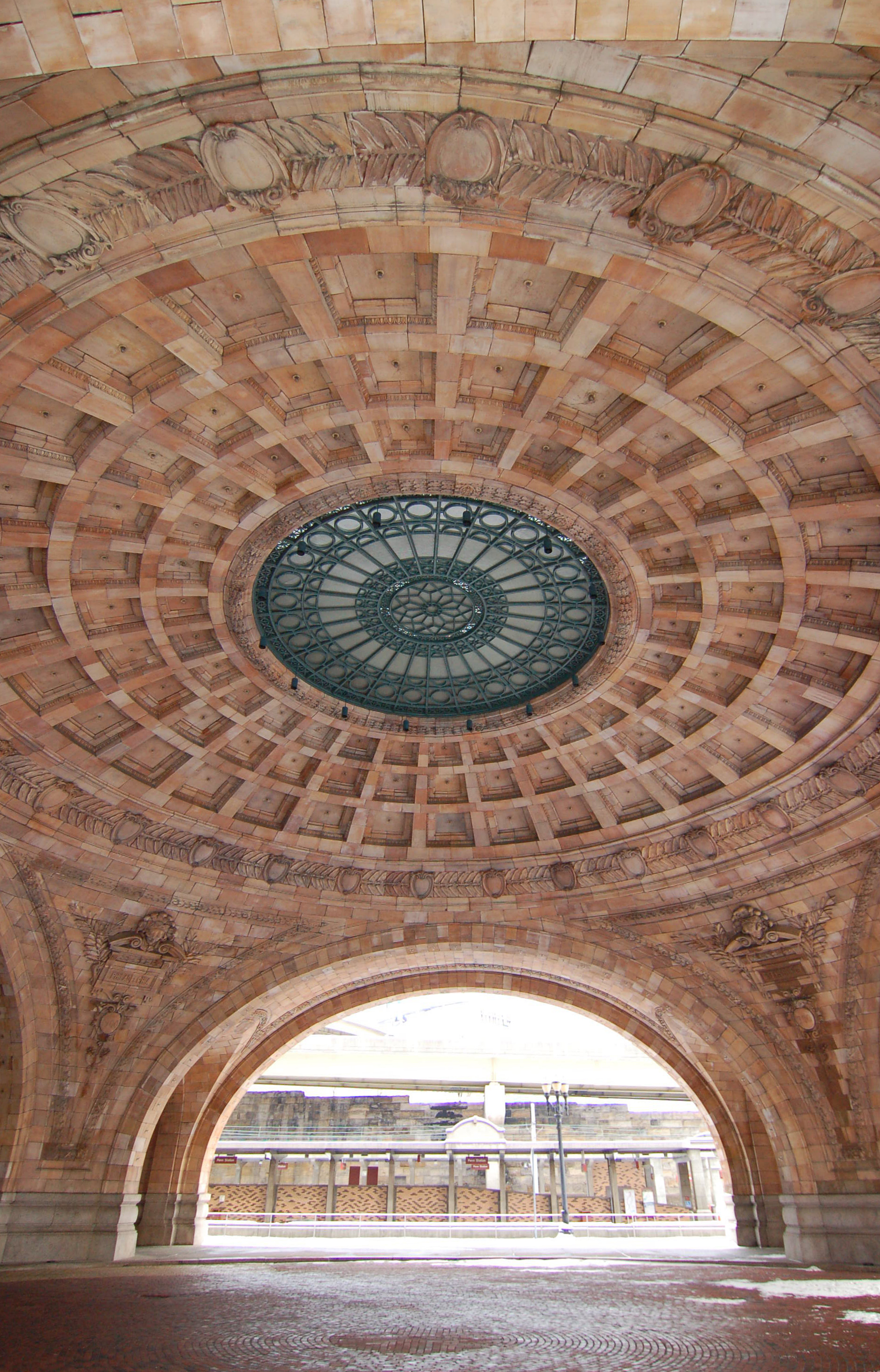
Cúpula da Union Station em Pittsburgh
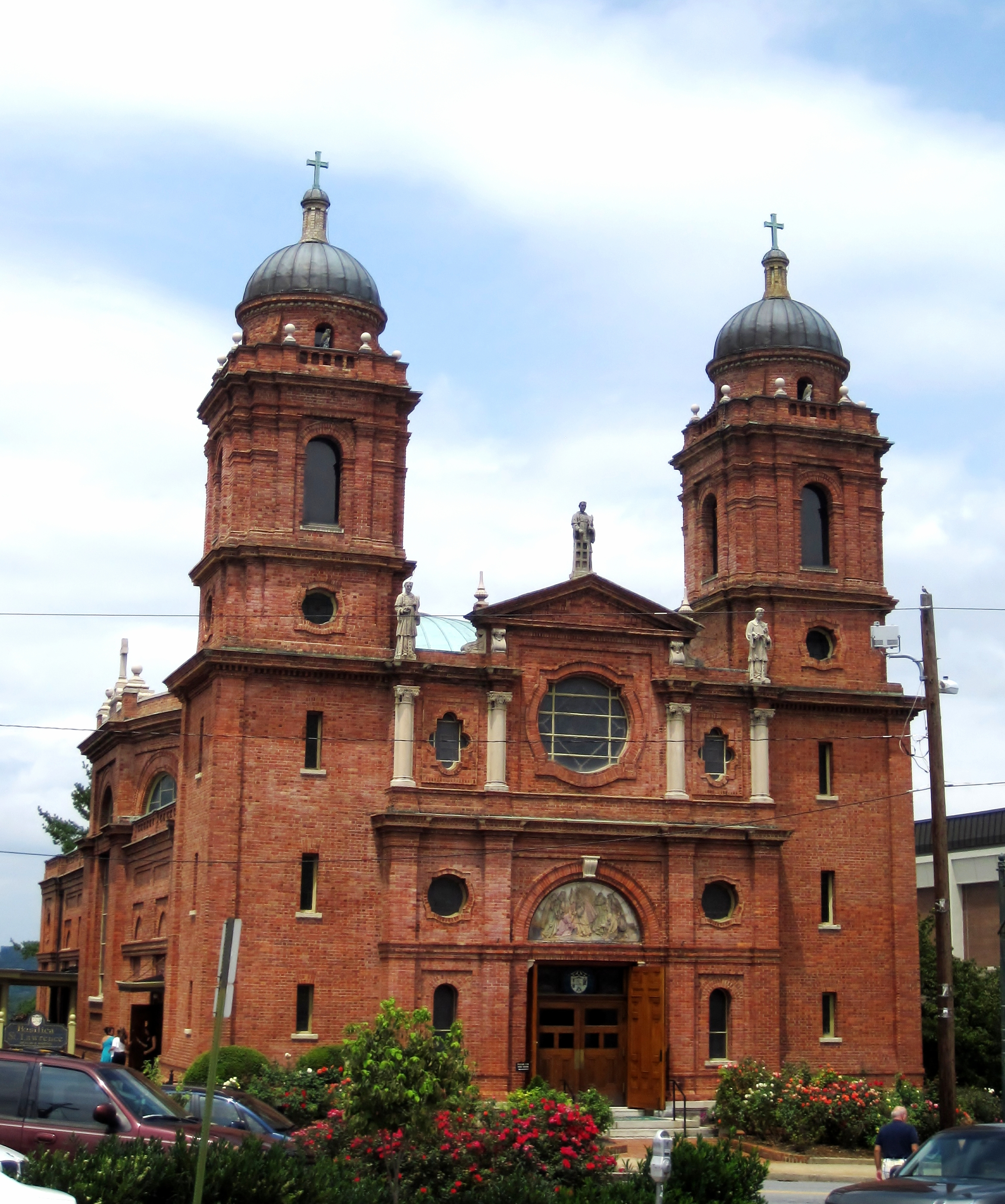
Basílica de São Lourenço em Asheville
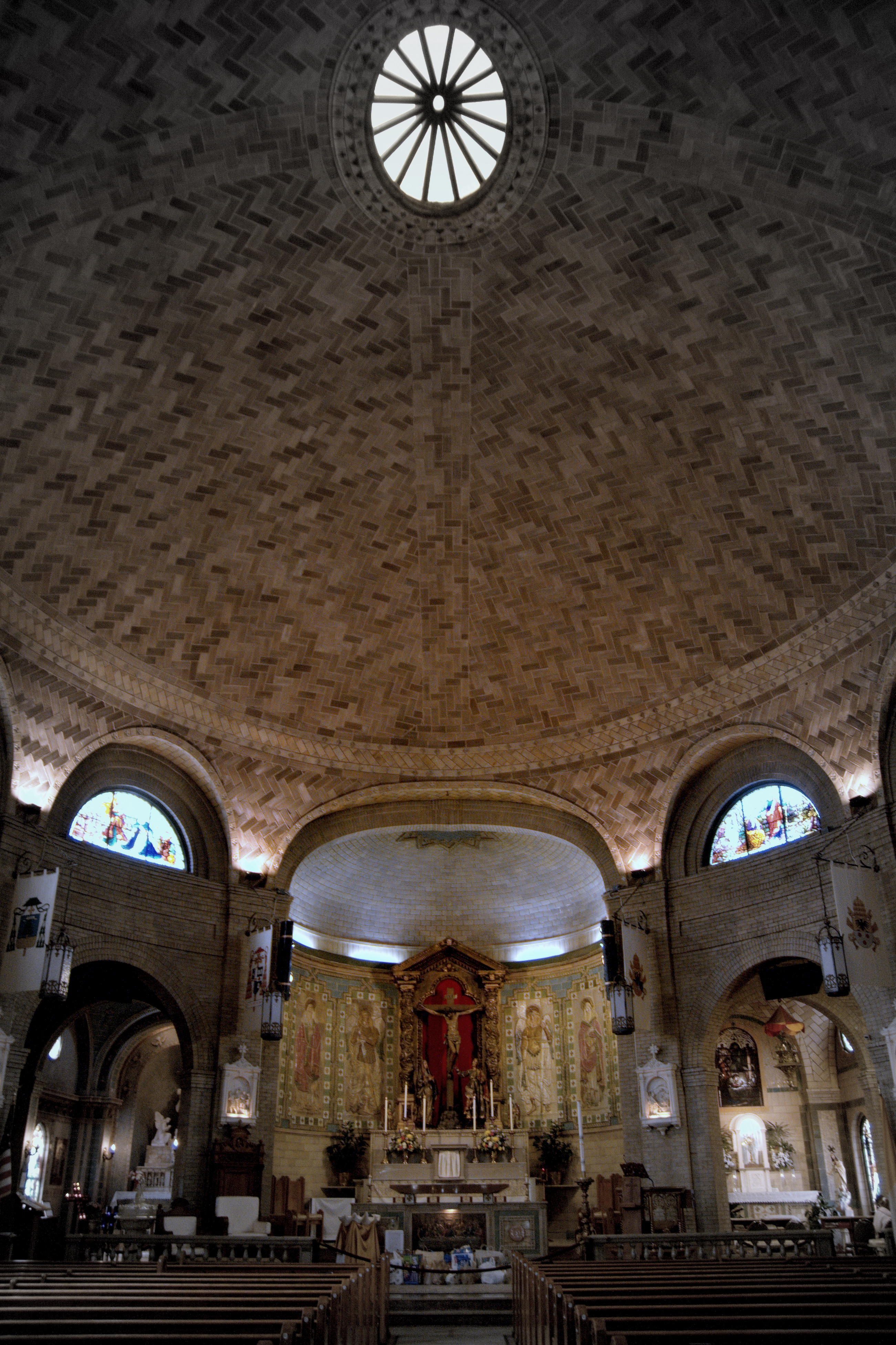
Interior da Basílica de São Lourenço